# سد واشاکچا
سد واشاکچا (به اسپانیایی: Waskhaqucha) یک دریاچه در پرو است که در Junín Region, Yauli Province, Morococha District واقع شده‌است.